# わせがく夢育高等学校

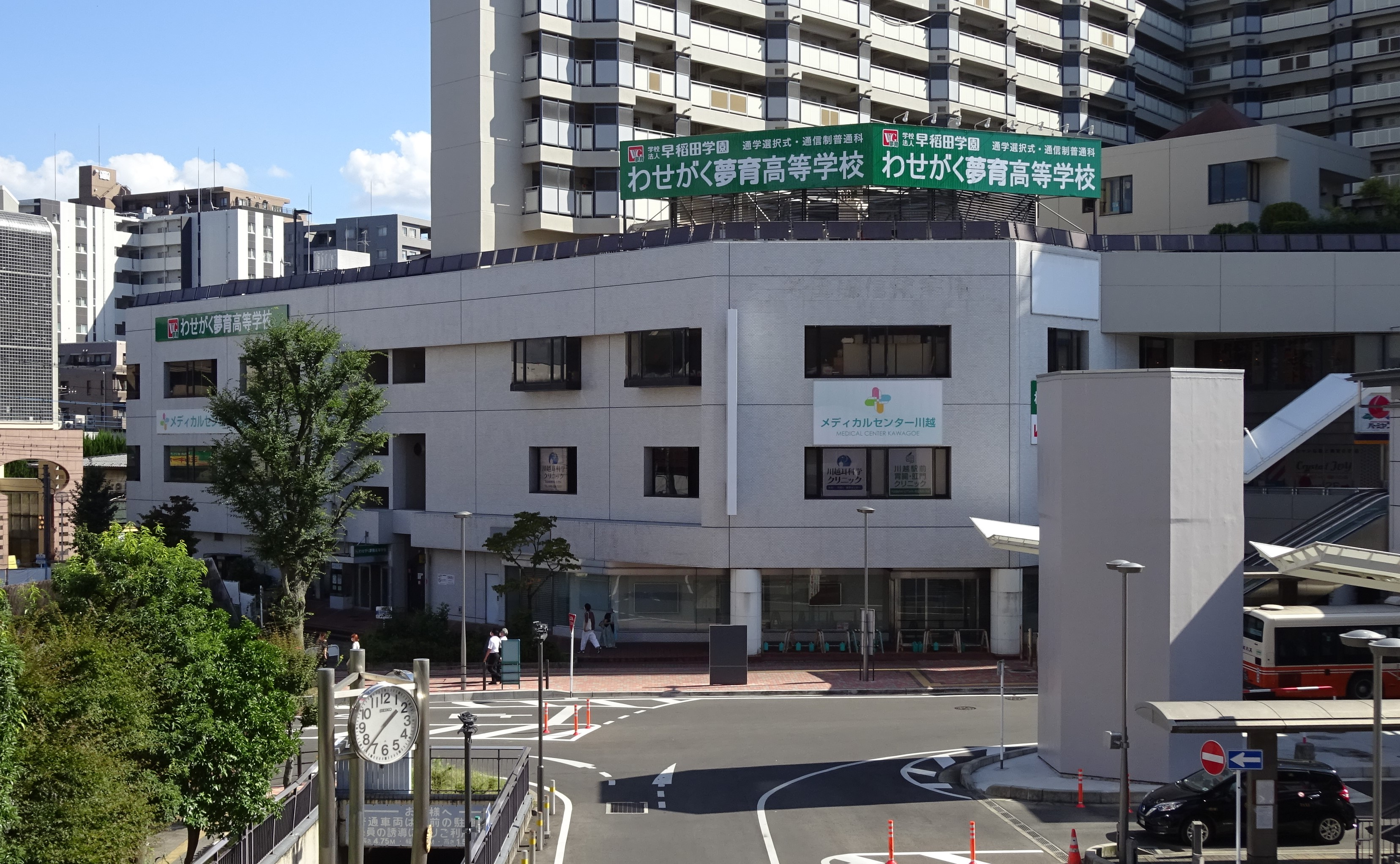
川越キャンパス

わせがく夢育高等学校（わせがくゆめいくこうとうがっこう）は、埼玉県飯能市に本校を置く私立の単位制・通信制、普通科の高等学校である。学校の設置者は早稲田予備校を経営する学校法人早稲田学園である。

## 概要
大手予備校である早稲田予備校を経営する学校法人早稲田学園が、わせがく高等学校に続く2校目の単位制通信制高校として旧飯能市立東吾野小学校に設置した。生徒は飯能本校のほか、川越キャンパスに通学する。通学のスタイルとして「全日型（5日制）」「通学型（週2日制）」「自学型（通信制）」等から選択する。

## 教育方針
1. 「自由」
2. 「個性」
3. 「夢育」

## 学習スタイル
- 全日型（週5日制）
- 通学型（週2日制）
- 自学型（通信制）

## 早稲田予備校優待制度
早稲田予備校の優待制度があり、全日型（週5日制）在籍の生徒に対しては同予備校の通常期授業料を免除する。

## キャンパス
- 飯能本校 - 〒357-0211　埼玉県飯能市大字平戸130-2
- 川越キャンパス - 〒350-1122　埼玉県川越市脇田町103

2023年編入予定校
- 所沢キャンパス - 〒359-1116  埼玉県所沢市東町10-16

## 沿革
- 1953年 - 守谷務（初代校長）が東京本校の前身である早稲田研究所を創立。
- 1955年 - 早稲田予備校と改称し東京都より各種学校として認可される。東京本校の校長に守谷務が就任。
- 1956年 - 学校法人錦櫻学園（早稲田予備校・早稲田アカデミー）の法人設立認可。
- 1968年 - 法人名を学校法人早稲田学園に変更。
- 1969年 - 学校法人早稲田学園理事長に守谷務が就任。
- 1982年 - 東京都より専修学校として認可され、専修学校早稲田予備学校（通称：早稲田予備校）と改称。
- 1999年 - サポート校早稲田学園高等部を開設。高等部川越校を開設。
- 2000年 - 高等部勝田台校を開設。高等部水戸校を開設。高等部東京校を開設。
- 2001年 - 高等部柏校を開設。高等部所沢校を開設。
- 2002年 - 創立50周年記念館を竣工。東京本校の校長に守谷たつみが就任。
- 2003年 - わせがく高等学校（千葉県多古町）を開設。多古本校のほか、勝田台、柏、東京、川越、所沢、水戸に学習センター、西船橋、古河にスタディルームを開設。わせがく高等学校の校長に守谷たつみが就任。
- 2020年-岩澤正明（現校長）就任
- 2022年 - わせがく夢育高等学校を開設。川越キャンパスがわせがく高等学校のキャンパスから移行される。

## 交通
- 飯能本校 - 西武池袋線東吾野駅より徒歩4分